# M84 (граната)

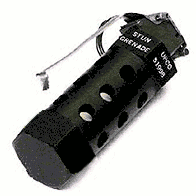
Светошумовая граната M84

M84 — американская светозвуковая граната.
Специальное средство несмертельного действия, состоящее на вооружении правоохранительных органов и спецслужб США с 1995 года, предназначенное для оказания светозвукового воздействия на противника с целью временного психофизиологического (отвлекающего и ошеломляющего) и механического иммобилизующего действия для временного вывода его из строя.
Граната состоит из корпуса, специального химического вещества и запала, корпус этой гранаты представляет собой стальную трубку с 12 отверстиями по бокам и двумя шестигранными основаниями.
Химический состав наполнителя изготовлен на основе магния и перхлората калия.
При срабатывании гранаты M84 происходит громкий звуковой хлопок (170—180 децибел) и яркая световая вспышка (1.5 — 2.0 млн кандела) с поражающим эффектом в радиусе 1,5 метров.
- Масса гранаты, г 236
- Масса заряда, г 4.5
- Химическое вещество магний, калия перхлорат
- Диаметр корпуса гранаты, мм 44
- Длина гранаты, мм 133
- Время задержки, сек 1.0 — 2.3
- Дальность метания гранаты, м 40
- Радиус поражения, м 1.6